# Suffren (sous-marin)
Pour les articles homonymes, voir Suffren.
Le Suffren (numéro de coque S635) est un sous-marin nucléaire d'attaque (SNA) français. Il est le navire de tête de la classe Suffren du programme Barracuda, deuxième génération de SNA de la Marine nationale. Il porte le nom de l'amiral français Pierre André de Suffren.
Sa construction commence en 2017 à Cherbourg, et il est lancé le 1er août 2019. Il commence ses essais en mer le 27 avril 2020. Livré à la Marine nationale début novembre 2020, son admission au service actif a lieu le 3 juin 2022.

## Histoire
Le Suffren et ses successeurs sont construits dans le bâtiment d'assemblage Laubeuf du chantier naval de Naval Group situé à Cherbourg (Normandie). Le Suffren est le 108e navire construit à Cherbourg. Le premier était le Morse en 1899. Le chantier naval a construit depuis le début des années 1960 17 sous-marins à propulsion nucléaire ainsi qu'un certain nombre de sous-marins à propulsion Diesel pour les flottes d'autres pays.
La première tôle du Suffren est découpée le 19 décembre 2007. L’assemblage des deux parties de la coque du Suffren se déroule en 2016. 400 ouvriers travaillent alors sur la construction de ce sous-marin. 90 % des systèmes sont testés à terre. La construction a fait appel pour la première fois sur le chantier naval à des systèmes de réalité virtuelle pour se familiariser à l'avance avec le fonctionnement des différents équipements.
Il est dévoilé au public le 12 juillet 2019 à Cherbourg-en-Cotentin, avec trois ans de retard sur le programme intermédiaire, devant le président de la République française Emmanuel Macron et la ministre des Armées Florence Parly. Le sous-marin est lancé le 1er août 2019,, son réacteur nucléaire fait sa première divergence le 18 décembre 2019.
Pour ses essais, le suffren embarque un équipage renforcé (90 marins au lieu de 60), commandé par Axel Roche, qui a tenu ce poste sur les sous-marins Rubis et Saphir.
Les essais à la mer débutent le 27 avril 2020,. Ces essais sont effectués au large de Cherbourg, puis en eaux profondes dans le golfe de Gascogne. Le Suffren repasse début juin en cale sèche à Cherbourg pour des réparations et ajustements.
Le sous marin fait surface dans la rade de Toulon le 26 juillet 2020. Le 20 octobre 2020, au large de Biscarrosse, il effectue avec succès un tir de MdCN et devient à cette occasion le premier sous-marin français à tirer un missile de croisière,. Au cours de la campagne de tests, les trois types d'armes (torpille lourde F21, missile Exocet SM39 et missile de croisière naval MdCN) sont tirés avec succès.
Le Suffren est livré à la Marine nationale le 6 novembre 2020 à Toulon, en présence de la ministre des Armées,. À partir de fin 2020, son premier arrêt technique programmé a lieu à Toulon. Son admission au service actif, d'abord prévue pour septembre 2021, est repoussée à 2022 à la suite de la découverte d'une fuite sur une turbine. En effet, la Marine effectue une nouvelle campagne de tests, au cours desquels sont testées ses capacités opérationnelles en contexte réel, et qui débouchent sur des modifications, réalisées en arrêt technique de janvier à avril 2021 à Toulon.
Le Suffren est finalement admis au service actif le 3 juin 2022 lors d'une cérémonie à Brest en présence du ministre des Armées, Sébastien Lecornu,.